# Ан-Луї Жироде де Русі-Тріозон
Ан-Луї Жироде де Русі-Тріозон (фр. Anne-Louis Girodet de Roussy-Trioson; 5 січня 1767, Монтаржи — 9 грудня 1824, Париж) — французький художник доби класицизму, що перейшов на помірні позиції французького романтизму. Робив історичні полотна, портрети, працював в батальному жанрі. Книжковий художник, працював в техніці літографія.

## Життєпис
Народився в провінції. Отримав дещо незвичне для чоловіка ім'я — на честь Св. Анни та Луї — Анн-Луї. Збережені свідоцтва, що полюбляв музику і навіть грав на скрипці. Мав художні здібності.

## Навчання в Парижі
Перебрався в Париж, де у 1785 р. став учнем Жака-Луї Давіда, серед учнів Давіда — подавав великі надії. Виробився в чудового малювальника. Вже у 1787 р. отримав Римську премію та право на подорож до Італії. Але був діскваліфікований за сторонню допомогу під час готування конкурсного твору (на сторонню допомогу існувала заборона). Знову взяв участь у конкурсі у 1788 р., але отримав тільки друге місце від прискіпливого журі. Втретє взяв участь у конкурсі у 1789 р. і таки отримав перше місце та Римську премію.

## Італійський період

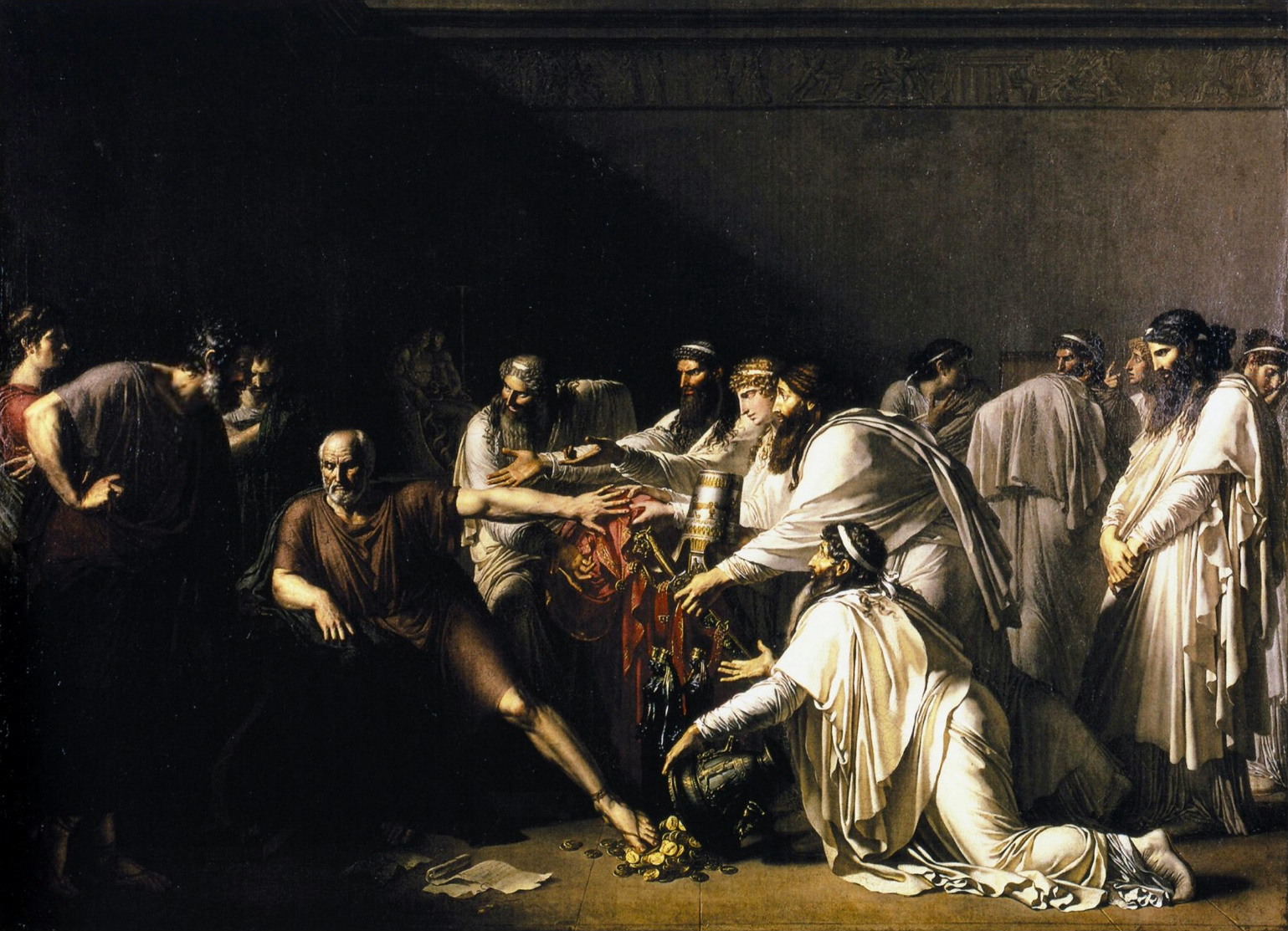
«Патріот Гіппократ відмовляє посланцям Персії», Музей історії медицини, Париж.

Ан-Луї Жироде відбув у Рим, а влітку 1789 р. в Парижі вибухнула французька революція. Його виганяють з антиреволюційно налаштованої Папської держави і для художника починаються вимушені мандри по провінційних містечках італійських князівств. Він не належав до французьких аристократів, але на відміну від співвітчизника Жака Реаттю не повертався у Францію до кінця революції. Так він оминув небезпеку власному життю і необхідність ламати себе під вимоги стилю революційний класицизм.
Він починав як представник класицизму і здатен використовувати як його форми, так і пафос, про що свідчить полотно «Патріот Гіппократ відмовляє посланцям Персії». Але прихильника музики і насолод більше приваблюють інші сюжети — міфологія, кохання, милування молодістю та її дарами. Серед картин італійського періоду — «Сон Ендіміона», де митець віддає певну перевагу міфології та насолодам, ніж суворим римлянам, ніж вимогам служіння суспільній користі чи абстрактним ідеалам революції.

## Повернення до Парижу

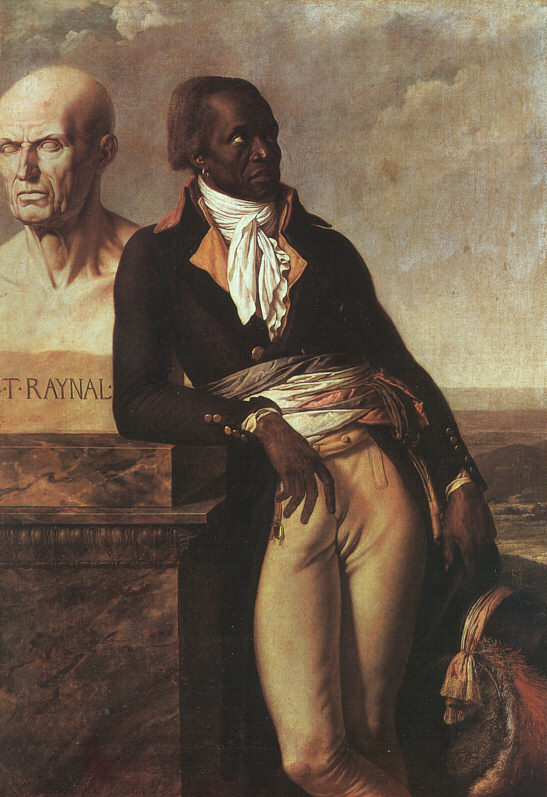
Худ. Ан-Луї. Жан-Батіст Беллє, 1798 р. Ермітаж.

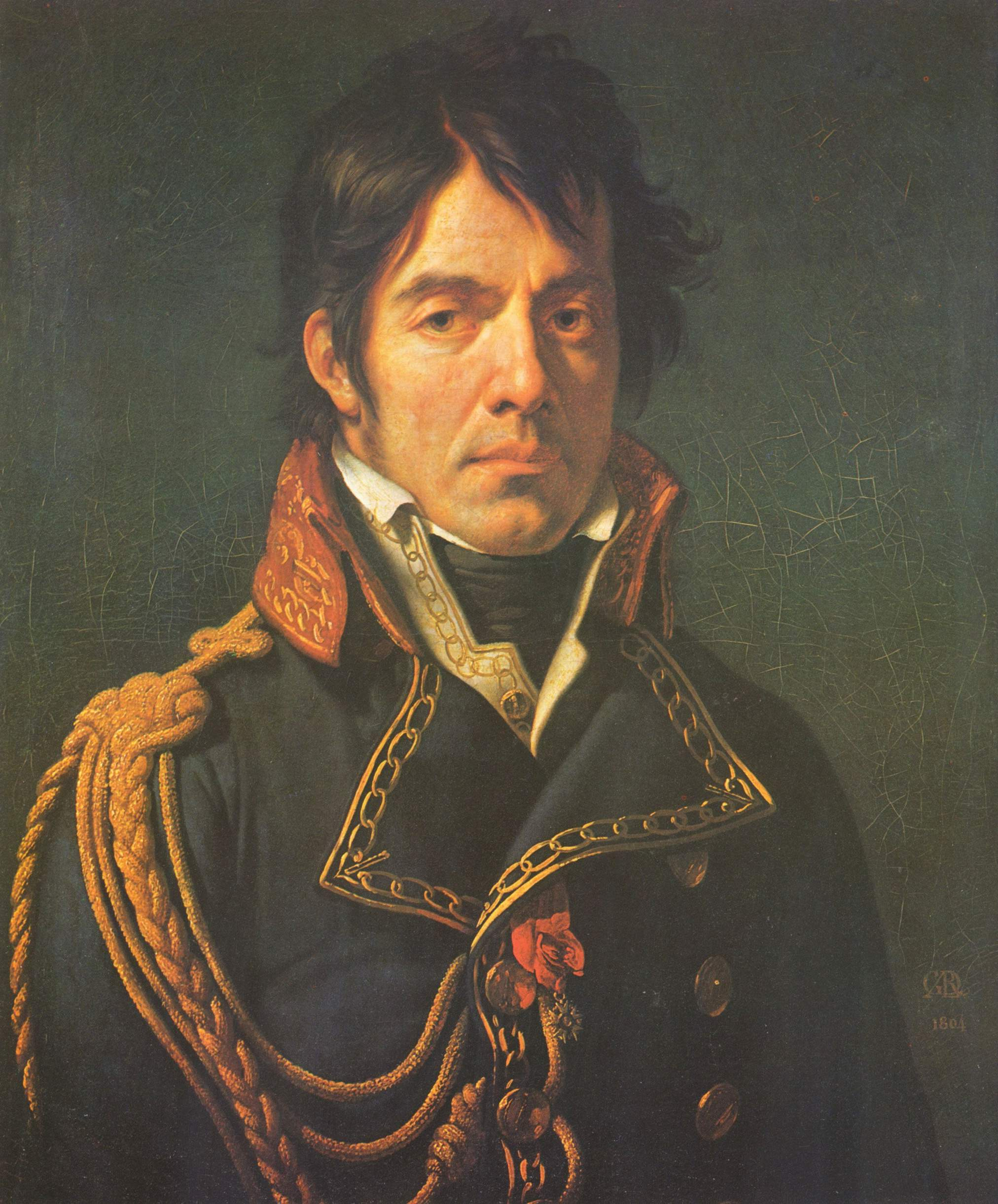
Худ. Ан-Луї Жироде. Барон Жан Домінік Ліре

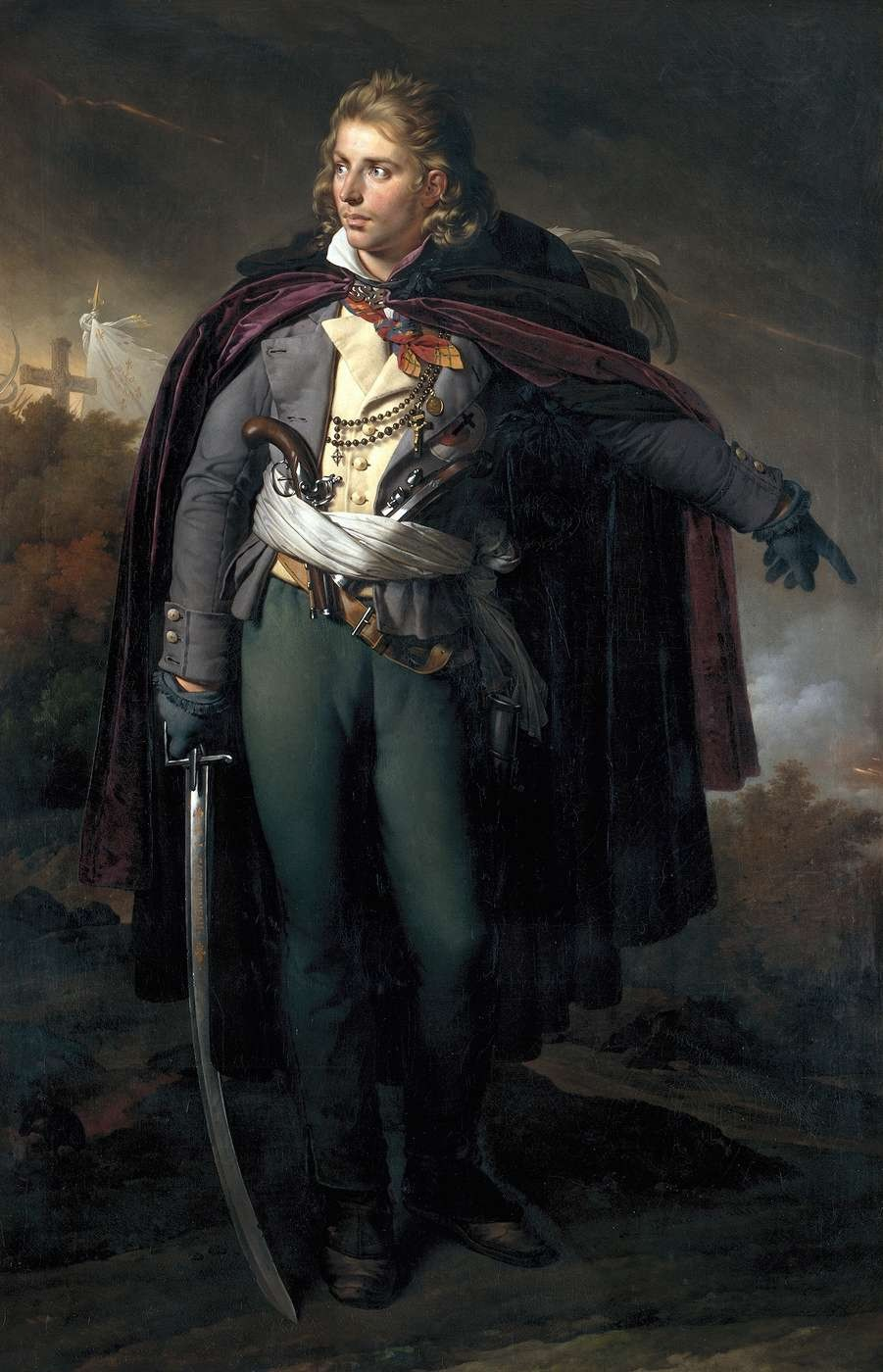
Худ. Ан-Луї Жироде. Жак Кателіно́, голова контрреволюційних повстанців Вандеї

Після стабілізації політичної ситуації у Франції художник у 1795 р. повернувся в Париж. У влади — нові люди, що потребують поклоніння та портретів. Ан-Луї Жироде починає працювати портретистом.
Особливістю його портретної манери стають непослідовність в дотриманні настанов класицизму, внесок романтичної схвильваності, точне відтворення непривабливих рис портретованих без їх ідеалізації (портрет Шатобріана на тлі руїн Риму). Робить він і портрети відомих військових, наділяючи їх стриманими рисами героїки чи холодного офіциозу (Наполеон Бонапарт в коронаційному одязі). Серед портретованих — і вороги республіканської Франції (ватажок повстанців Вандеї — Жак Кателіно), і пересічні громадяни трагічної доби Франції, і екзотичні фігури негрів, підняти ідеями Просвітництва до рівня учасників європейської історії.
1812 року він став спадкоємцем майна, і матеріальні статки притішили творчі пориви митця, що перестав надавати перевагу живопису і зосередився на малюванні, графіці, теоретичних творах, веде спосіб життя забезпеченої людини. Зробив Ан-Луї Жироде і спробу як художник-декоратор — створив фрески у замку Комп'єн. Працював викладачем і мав учнів.
З часом почав звертатися до батального жанру і орієнталізму. Зміцніли і розкрилися колористичні здібності Ан-Луї Жироде, що почало вигідно виділяти навіть етюди митця на тлі епігонів Жака-Луї Давіда та художників французького предромантизму.
Помер у Парижі 9 грудня 1824 і був похований на кладовищі Пер-Лашез.

## Вибрані твори
- «Сини Іакова впізнають Йосипа»
- «Аврора подає дзеркало Данаї»
- «Сон Ендіміона»

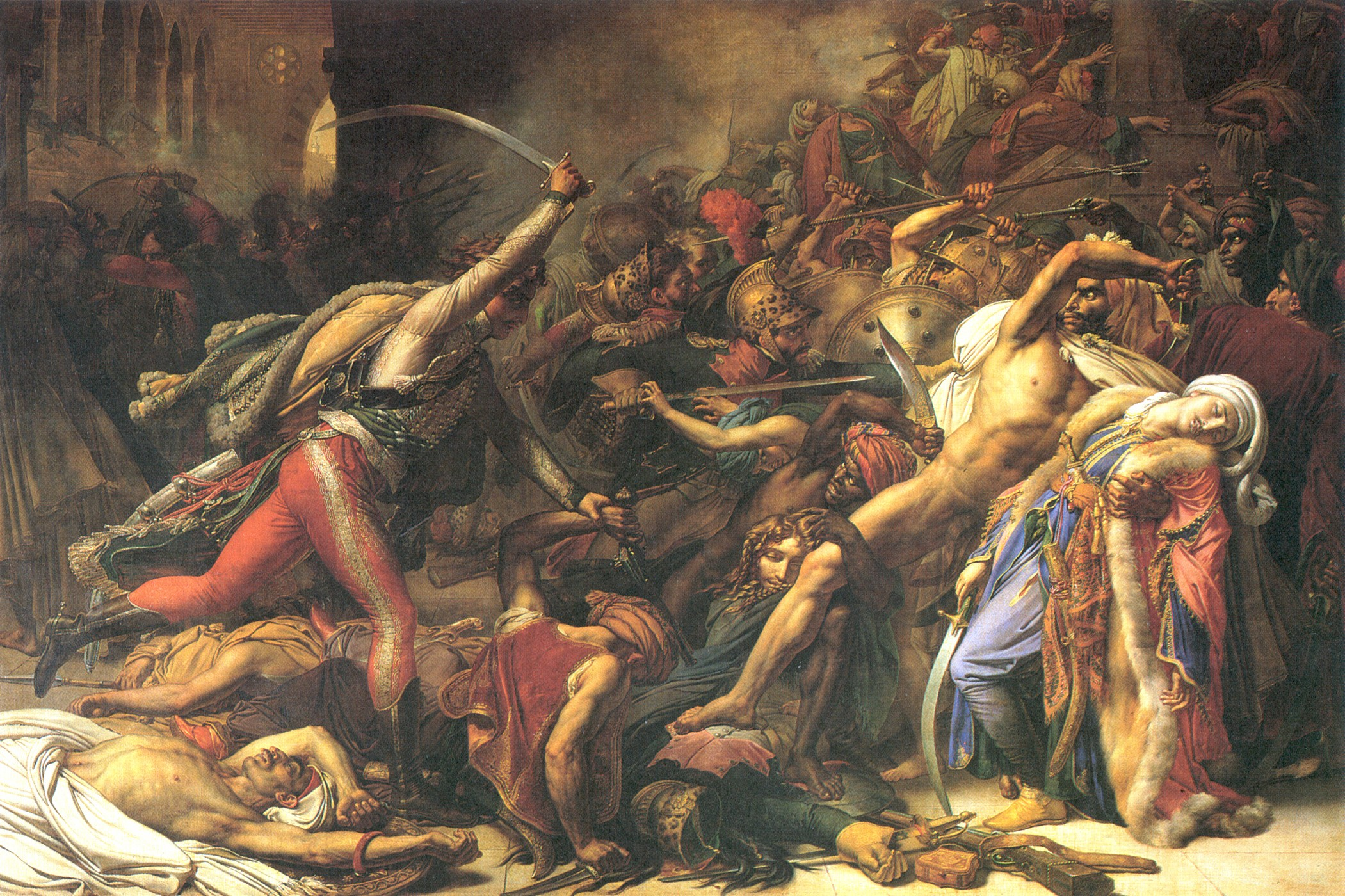
«Придушення французами повстання в Каїрі 26 жовтня 1798 р.», 1810 р. Версаль.

- «Луї д'Ельбе, голова королівських військ», розстріляний революціонерами
- «Жак Кателіно́, голова контрреволюційних повстанців Вандеї»
- «Жан-Батіст Беллє», 1798 р. Ермітаж, Петербург
- «Автопортрет»,1790-ї рр. Ермітаж, Петербург
- «Оголена мадемуазель Ланже як Венера», 1798р
- «портрет Шатобріана на тлі руїн Риму», Сент Мало, Бретань, Франція
- «Оссіан приймає душі загиблих патріотів Франції», 1801 р., Мальмезон
- «Барон Жан Домінік Ліре», 1804 р. Лувр.
- «Поховання Атали», (за повістю Шатобріана), 1808 р. Лувр.
- «Наполеон Бонапарт в коронаційному одязі», 1812 р.
- «Карло Марія Буонапарте, батько Наполеона»
- «Придушення французами повстання в Каїрі 26 жовтня 1798 р.», 1810 р. Версаль.
- «Шарль Мельхіор Артюс, маркіз де Боншамп»
- «Галатея і Пігмаліон», 1819 р. Лувр.
- «Жіноча голівка в червоному тюрбані», Ермітаж, Петербург